# Ривалба (Торино)
Ривалба је насеље у Италији у округу Торино, региону Пијемонт.
Према процени из 2011. у насељу је живело 334 становника. Насеље се налази на надморској висини од 293 м.